# Войводень (комуна)
Войводень, Войводені (рум. Voivodeni) — комуна у повіті Муреш в Румунії. До складу комуни входять такі села (дані про населення за 2002 рік):
- Войводень (1673 особи) — адміністративний центр комуни
- Толдал (284 особи)

Комуна розташована на відстані 276 км на північний захід від Бухареста, 18 км на північ від Тиргу-Муреша, 78 км на схід від Клуж-Напоки, 139 км на північний захід від Брашова.

## Населення
За даними перепису населення 2002 року у комуні проживали 1957 осіб.
Національний склад населення комуни:
| Національність | Кількість осіб | Відсоток |
| -------------- | -------------- | -------- |
| угорці         | 1174           | 60,0%    |
| румуни         | 622            | 31,8%    |
| цигани         | 156            | 8,0%     |
| німці          | 3              | 0,2%     |
| турки          | 2              | 0,1%     |

Рідною мовою назвали:
| Мова      | Кількість осіб | Відсоток |
| --------- | -------------- | -------- |
| угорська  | 1248           | 63,8%    |
| румунська | 639            | 32,7%    |
| циганська | 63             | 3,2%     |
| турецька  | 4              | 0,2%     |
| німецька  | 3              | 0,2%     |

Склад населення комуни за віросповіданням:
| Релігія            | Кількість осіб | Відсоток |
| ------------------ | -------------- | -------- |
| реформати          | 1120           | 57,2%    |
| православні        | 622            | 31,8%    |
| адвентисти         | 84             | 4,3%     |
| римо-католики      | 45             | 2,3%     |
| не релігійні       | 10             | 0,5%     |
| унітарії           | 8              | 0,4%     |
| п'ятдесятники      | 5              | 0,3%     |
| греко-католики     | 5              | 0,3%     |
| лютерани           | 2              | 0,1%     |
| не вказали релігію | 4              | 0,2%     |